# Su Xun
Su Xun (22 mei 1009 – 21 mei 1066) was een schrijver tijdens de Song dynastie. Hij werd het meest bekend door zijn essays. Hij wordt beschouwd als een van de Acht grote meesters van Tang en Song, tezamen met zijn zonen Su Shi en Su Zhe.
Een fameus verhaal verteld hoe Su Xun pas op zijn 27e serieus begon te studeren. Ondanks dit late begin werd hij toch een gerespecteerd schrijver. 
- CiNii: DA07820148
- Gemeinsame Normdatei: 142822183
- International Standard Name Identifier: 0000 0001 0676 7876
- Library of Congress Control Number: n81125368
- National Central Library: 1083629
- Bibliotheek van het Japanse parlement: 00498844
- Nationale Bibliotheek van Tsjechië: jx20140512006
- Nationale bibliotheek van Australië: 36730598
- Nederlandse Thesaurus van Auteursnamen: 141315938
- Réseau des bibliothèques de Suisse occidentale: 02-A023455675
- Système universitaire de documentation: 185491294
- Trove: 1438467
- Virtual International Authority File: 33328350
- WorldCat: E39PBJhxkXVWcDwTK4DJxgVt8C